# Alejandro Domínguez (labdarúgó)
Alejandro Domínguez Escoto (Mexikóváros, 1961. november 9. – ) mexikói válogatott labdarúgó. 

## Pályafutása

### Klubcsapatban
1982 és 1994 között a Club América csapatában játszott, melynek tagjaként öt alkalommal nyerte meg a mexikói bajnokságot. 1994 és 1995 között a Tampico Madero, 1995 és 1996 között a Querétaro játékosa volt. 

### A válogatottban
1983 és 1986 között 19 alkalommal szerepelt az mexikói válogatottban és 2 gólt szerzett. Részt vett az 1986-os világbajnokságon.

## Sikerei, díjai
Club América
- Mexikói bajnok (4): 1983–84, 1984–85, Prode 1985, 1987–88, 1988–89
- Mexikói szuperkupa (2): 1988, 1989
- CONCACAF-bajnokok kupája győztes (3): 1987, 1990, 1992
- Copa Interamericana (1): 1990